# Rőt szürkebegy
A rőt szürkebegy (Prunella rubida) a madarak osztályának verébalakúak (Passeriformes) rendjébe és a szürkebegyfélék (Prunellidae) családjába tartozó faj.

## Előfordulása
Japán és Oroszország területén honos. A természetes élőhelye a mérsékelt égövi erdőkben van.

## Alfajai
- Prunella rubida fervida
- Prunella rubida rubida